# جهانگیر معینی علمداری
جهانگیر معینی علمداری پژوهشگر حوزه علوم سیاسی و دانشیار گروه علوم سیاسی دانشگاه تهران است. او به تدریس و پژوهش در حوزه‌های فلسفه سیاسی، روش‌شناسی و روش تحقیق در علوم سیاسی و علوم انسانی و جامعه‌شناسی معرفت و هنر می‌پردازد.